# Anacleto Ortueta Azcuenaga
Anacleto Ortueta Azcuenaga (Olabeaga, 26 de desembre de 1877 - Bilbao, 7 de novembre de 1959) va ser un historiador i un polític basc d'ideologia nacionalista.

## Biografia
Va treballar com a facultatiu de mines. Va militar en la Joventut Basca bilbaina, on va ser vocal de la seva junta directiva (1904). En 1908 va entrar en el Consell regional del Partit Nacionalista Basc, i deu anys després va ser nomenat diputat per Gernika en representació d'aquest partit. Va ser neutral durant la divisió del partit entre el grup Aberri i la Comunitat Nacionalista Basca. Durant la dictadura de Primo de Rivera va dirigir el diari Euzkadi. En 1930 va signar el Manifest de San Andrés, que es convertiria en el manifest fundacional d'Acció Nacionalista Basca, juntament amb altres personalitats, destacant-se Luis Urrengoetxea Agirre, Justo Gárate i Tomás Bilbao Hospitalet. Posteriorment es va centrar en la seva labor historiogràfica, residint llargues temporades a Catalunya. Durant la Guerra Civil va ser cap de la policia interior de les Milícies Basques. Després de la guerra va ser detingut pels franquistes i jutjat, i com a resultat li foren embargats tots els seus béns.

## Obres
Com a historiador, es va centrar principalment al Regne de Navarra. Va publicar les següents obres:
- Nabarra y la unidad política vasca (1931)
- Vasconia y el imperio de Toledo (1935)
- Sancho el Mayor, rey de los vascos (1963)